# Diyu

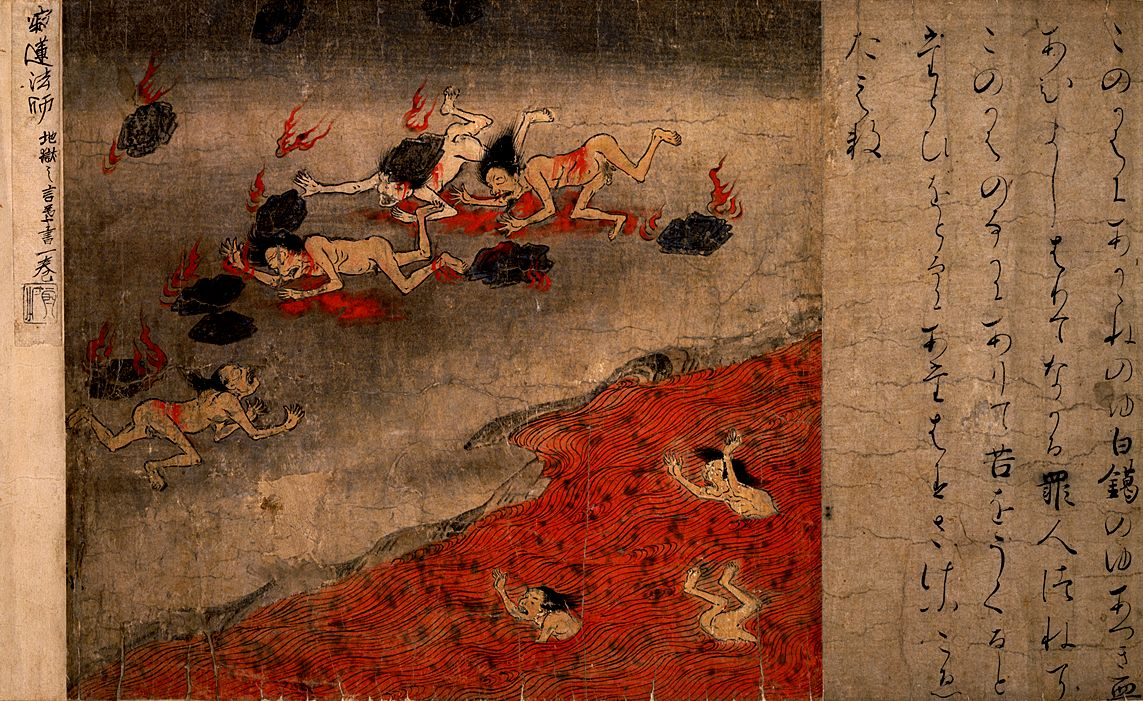
Illustration aus dem japanischen Jigoku zōshi (地獄草紙; späte Heian-Zeit, 12. Jahrhundert, Nationalmuseum Tokio), gezeigt wird der Blutteich (血の池, chi no ike), ein den Frauen vorbehaltener Teil der Unterwelt

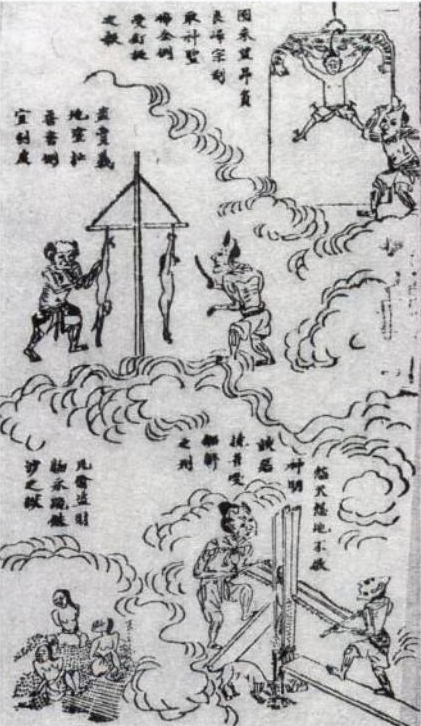
Illustration aus dem Jade-Traktat: Sünder werden im 6. Gerichtshof der Unterwelt gefoltert, indem Metallspikes in ihre Körper gehämmert werden, sie lebendig gehäutet werden, sie in zwei Hälften zersägt werden und sie auf Metallspänen knien müssen.

Mit Diyu (chinesisch 地獄 / 地狱, Pinyin dìyù – „Erdgefängnis“, jap. Jigoku) wird im Buddhismus die Unterwelt bezeichnet, in der Yánluó bzw. Yama (jap. Enma) herrscht.

## Diyu
Diyu (Sanskrit नरक Naraka) ist das Reich der Toten oder „Unterwelt“ in der chinesischen Mythologie. Es gründet lose auf einer Kombination des buddhistischen Konzepts von Naraka, traditionellen chinesischen Jenseitsvorstellungen und einer Vielzahl von Volksausmalungen und Neuinterpretationen dieser beiden Traditionen.
Diyu wird typischerweise gezeichnet als ein Irrgarten unter der Erde mit verschiedenen Ebenen, Schichten und Kammern, wohin die Seelen nach ihrem Tode gebracht werden, um für ihre Sünden, die sie zu Lebenszeiten begingen, zu büßen. Die exakte Anzahl von Ebenen im „Erdgefängnis“ und die damit verbundenen Gottheiten unterscheidet sich zwischen buddhistischen und daoistischen Auslegungen. Einige sprechen von drei bis vier Gerichtshöfen, andere von den „10 Unterweltsgerichtshöfen“, jeder davon unter einem Richter (kollektiv bekannt unter dem Namen „Zehn Yama (Todesgott)-Könige“); andere chinesische Legenden sprechen von den „18 Unterweltsebenen“. Jeder Gerichtshof verhandelt unterschiedliche Sühneaspekte; die meisten Legenden behaupten, dass Sünder bis zu ihrem Tod grausamen Folterungen unterworfen werden, um anschließend vollkommen wiederhergestellt zu werden für die nächsten Folterungen.

## Konzeptionen des Diyu
Ideen aus dem Daoismus, dem Buddhismus und der traditionellen chinesischen Volksreligion zufolge ist das Diyu ein Fegefeuer, das dazu dient die Seelen zu bestrafen und zu erneuern in Vorbereitung auf ihre Reinkarnation in ihrem nächsten Leben. Viele Gottheiten, deren Namen und Zwecke verschiedenen konfligierenden Rechnungen unterworfen sind, werden mit Diyu assoziiert.
Einige frühe chinesische Kulturen sprechen von Menschen, die nach dem Tode zum Tai Shan, nach Jiuyuan, nach Jiuquan oder nach Fengdu gehen Gegenwärtig sind die Stadt Fengdu und die Tempel vom Berg Tai zu Touristenattraktionen wiederaufgebaut worden, inklusive künstlerischer Zeichnungen der Unterwelt und dem Leben nach dem Tode.
Einige umstritten volksreligiöse Planchette-Schriftstücke, wie beispielsweise Reisen zur Unterwelt sagen, dass mit den Veränderungen der Welt auch neue Unterwelten mit neuen Bestrafungen entstehen und dass es auch eine Stadt der unschuldigen Toten gibt (chinesisch 枉死城, Pinyin Wǎng Sǐ Chéng). Einige behaupteten, dass es weitere Einrichtungen gibt.

## Die zehn Unterweltgerichtshöfe

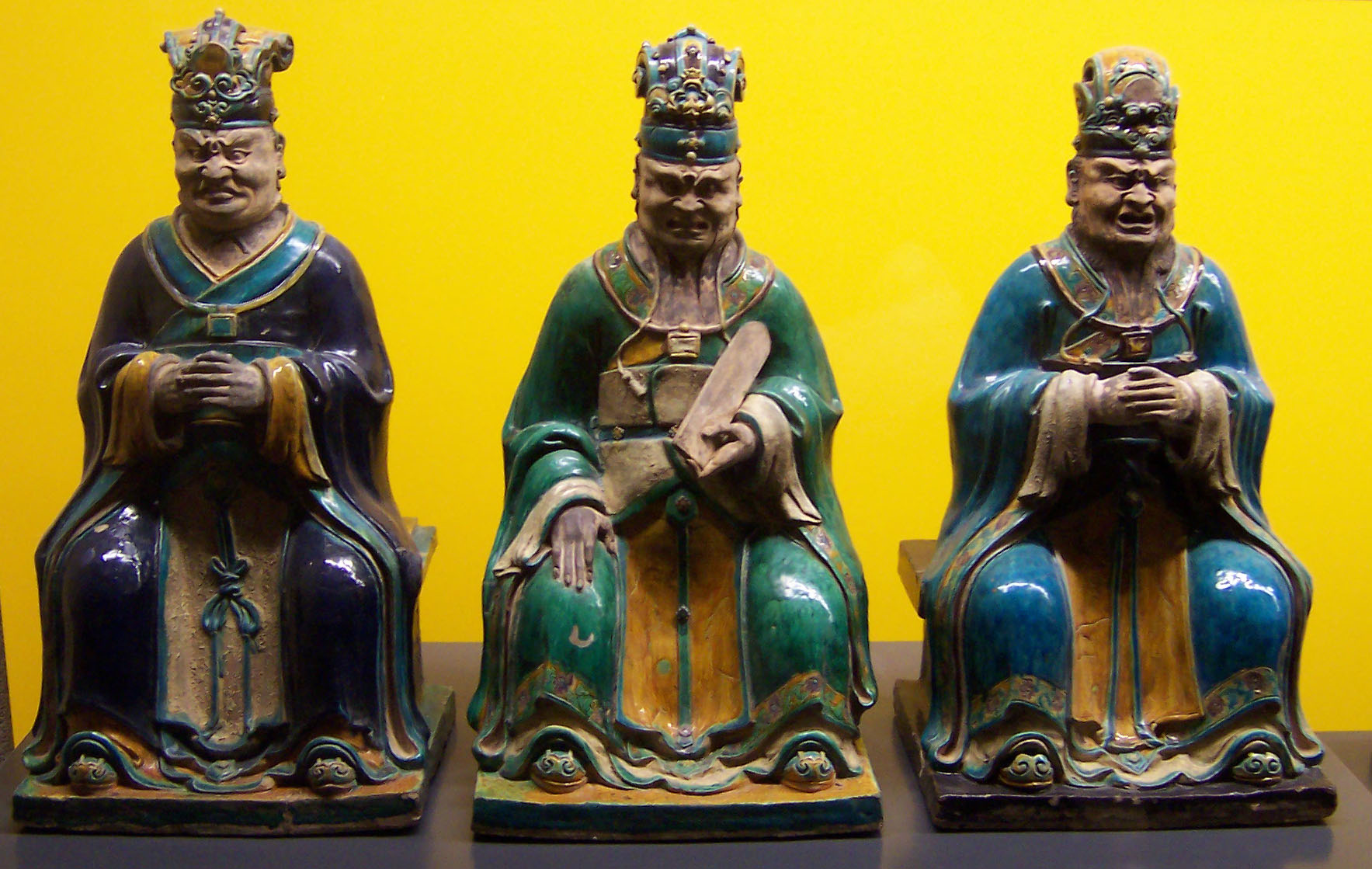
Ming-Dynastie (16. Jh.) glasierte Terrakotta-Figurinen, die drei der zehn Yama-Könige darstellen.

Das Konzept der „Zehn Unterweltgerichtshöfe“ begann, nachdem die chinesischen Volksreligionen durch den Buddhismus beeinflusst worden waren. In der Chinesischen Mythologie ermächtigt der Jadekaiser den König Yama, sich um Angelegenheiten der Unterwelt zu kümmern. Es gibt 12.800 Unterwelten unter der Erde – acht dunkle Unterwelten, acht kalte Unterwelten und 84.000 sonstige Unterwelten am Rande des Universums. Alle kommen nach dem Tode in die Unterwelt, aber der Zeitraum, den man dort verbringt, hängt von der Schwere der Sünden ab, die man begangen hat, und nachdem die gerechte Bestrafung erhalten wurde, kann man möglicherweise zur Reinkarnation geschickt werden. In der Zwischenzeit gehen die Seelen von einem Stadium zum nächsten auf Entscheid von Yama hin. Yama verringerte auch die Anzahl der Unterwelten auf zehn. Später unterteilt er die Unterwelt in zehn Gerichtshöfe, jeder verwaltet von einem eigenen „Yama-König“, während er selbst Herrscher der gesamten Unterwelt blieb.
| #  | Name und Titel                     | Geburtstag (gem. chinesischem Kalender) | Zuständig für (siehe Kalte und Warme Narakas)        | Anmerkungen                                                       |
| -- | ---------------------------------- | --------------------------------------- | ---------------------------------------------------- | ----------------------------------------------------------------- |
| 1  | Jiang, König Qinguangwang 秦廣王蔣 | 1. Tag des 2. Mondmonats                | Leben und Tod und Schicksal aller Menschen           | Vermutliches Vorbild Jiang Ziwen der Östlichen Han-Dynastie       |
| 2  | Li, König Chujiangwang 楚江王歷    | 1. Tag des 3. Mondmonats                | Sañjīva, Arbuda                                      |                                                                   |
| 3  | Yu, König Songdiwang 宋帝王余      | 8. Tag des 2. Mondmonats                | Kālasūtra, Nirarbuda                                 |                                                                   |
| 4  | Lü, König Wuguanwang 五官王呂      | 18. Tag des 2. Mondmonats               | Saṃghāta, Aṭaṭa                                      |                                                                   |
| 5  | Bao, König Yanluowang 閻羅王包     | 8. Tag des 1. Mondmonats                | Raurava, Hahava                                      | Vermutliches Vorbild Bao Zheng der Nördlichen Song-Dynastie       |
| 6  | Bi, König Bianchengwang 卞城王畢   | 8. Tag des 3. Mondmonats                | Mahāraurava, Huhuva und Stadt der Unschuldigen Toten |                                                                   |
| 7  | Dong, König Taishanwang 泰山王董   | 27. Tag des 3. Mondmonats               | Tapana, Utpala                                       | Vermutliches Vorbild Dong Ji (董極) (Spätere Han-Dynastie)        |
| 8  | Huang, König Dushiwang 都市王黃    | 1. Tag des 4. Mondmonats                | Pratāpana, Padma                                     | Vermutliches Vorbild Huang Sile (黃思樂) (Fünf Dynastien-Periode) |
| 9  | Lu, König Pingdengwang 平等王陸    | 8. Tag des 4. Mondmonats                | Avīci, Mahāpadma                                     |                                                                   |
| 10 | Xue, König Zhuanlunwang 轉輪王薛   | 17. Tag des 4. Mondmonats               | Seelenverschickung zu Reinkarnation                  |                                                                   |

## Hauptstadt der Unterwelt
Zu den zahlreichen sonstigen mutmaßlichen geographischen Hauptmerkmalen von Diyu gehört auch die Hauptstadt, die den Namen Youdu tragen soll. Sie wird gemeinhin als eine typisch chinesische Hauptstadt konzipiert, wie beispielsweise Chang’an, jedoch umgeben und durchdrungen von Dunkelheit.

## 18 Ebenen der Unterwelt

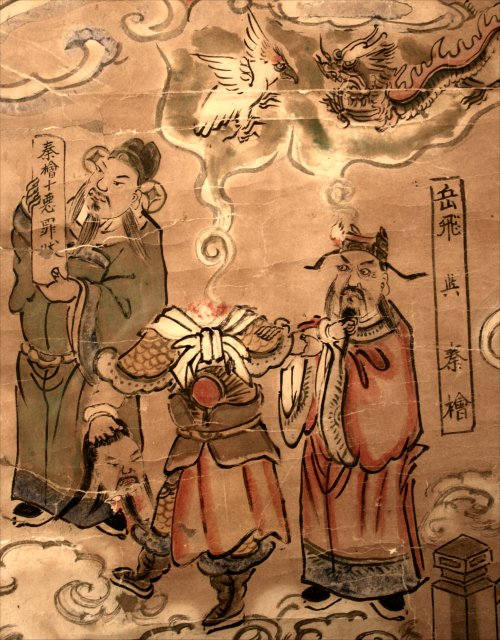
Der kopflose Geist von Yue Fei, der der kürzlich verstorbenen Seele des Qin Hui im Sechsten Gerichtshof entgegentritt. Die Tafel, die vom Gerichtsdiener (links) gehalten wird, lautet wie folgt: „Qin Hui’s zehn hinterhältige Verbrechen.“ Aus einer chinesischen Unterweltrolle (19. Jh.).

Das Konzept der 18 Unterwelten begann in der Tang-Dynastie. Der buddhistische Text Wen Diyu Jing (問地獄經) erwähnte 134 Unterwelten, wurde aber der Einfachheit halber zu 18 Ebenen der Unterwelt vereinfacht. Sünder spüren Schmerz und Todeskampf genau wie lebende menschliche Wesen, wenn sie den unten aufgeführten Torturen unterzogen werden. Sie können nicht an den Qualen „sterben“, da – wenn der Leidensweg zu Ende ist – ihre Körper wiederhergestellt werden, damit die Tortur wiederholt werden kann. Es folgt eine Liste der üblichen Bestrafungen und Folterungen in den 18 Ebenen der Unterwelt:
- Der Klingenberg: Sünder müssen ihr Blut vergießen, indem sie einen Berg, aus dem scharfe Klingen herausragen, hinaufklettern. Einige Zeichnungen zeigen Rechtsbrecher, die Bäume hinaufklettern, bei denen Messer oder spitze Dornen aus den Stämmen und den Ästen herausragen.
- Kesselfolter: Sünder werden in Ölkesseln frittiert. Einige Zeichnungen zeigen Rechtsbrecher, die mit heißem Dampf verbrüht statt frittiert werden.
- Zerteilen: Körper von Sündern werden durch verschiedene Maßnahmen zerteilt, einschließlich, aber nicht begrenzt auf folgendes:
  - Zersägen
  - Zerstückeln
  - Halbieren
  - zu Brei zermahlen oder zerstoßen
  - Zermahlen durch schwere Felsen oder Findlinge
  - Überfahren
- Zerschleifen: Sünder werden in eine Schleifmaschine gesteckt und zu einem blutigen Brei geschliffen.
- Feuer-Torturen:
  - Verbrennen: Sünder werden angezündet oder in feurige Infernos geworfen.
  - Paolao-Tortur: Die Sünder werden nackt ausgezogen und veranlasst einen großen Metallzylinder hochzuklettern, der von unten heiß gemacht wird.
  - Kochende Flüssigkeitstortur: Sünder werden gezwungen eine kochende Flüssigkeit zu schlucken oder es werden Körperteile damit übergossen.
- Torturen mit Entfernung von Körperteilen oder Organen:
  - Zunge herausreißen
  - Augenstechen
  - Herz herauszeißen
  - Eingeweide herausschneiden
  - Häuten
  - Finger und Zehen scheibchenweise abschneiden
- Eiswelt: Sünder werden in Eis eingefroren. Einige Zeichnungen zeigen entkleidete Sünder mit Erfrierungen in einer Eiswelt: Ihre Körper fallen irgendwann in Teile auseinander oder zerbrechen in Stückchen.
- Waagen- und Hakentortur: Sündern werden Haken durch ihre Körper gestochen und anschließend kopfüber aufgehängt. Einige Zeichnungen zeigen Sünder mit Nägeln, die ihnen durch den Körper getrieben wurden (ähnlich einer Kreuzigung).
- Blutbecken: Sünder werden in ein Becken voller Blut geworfen. Blut spritzt aus allen Körperöffnungen.
- Torturen mittels Tieren: Sünder werden von Vieh zertrampelt, von Tieren mit Hauern oder Hörnern durchbohrt/aufgespießt, von Raubtieren zerfleischt oder gefressen, von giftigen Tieren gestochen oder gebissen etc.
- Avīci (unterste Ebene der Unterwelt): Die Leidensperiode in dieser Kammer ist die längste und reserviert für Sünder, die Verbrechen aus Hass begangen haben einschließlich der Fünf Schwerverbrechen.

Einige Literatur nimmt Bezug auf 18 Unterwelttypen oder 18 Unterwelten je Bestrafungsart. Manche religiöse oder Literaturbücher sagen, dass Missetäter, die nicht bestraft wurden, als sie noch lebten, in den Unterwelten nach dem Tode ihre Strafe finden werden.

## Alternative Namen für die Unterwelt
Die gebräuchlichsten chinesischen Namen für die Unterwelt sind:
- Diyu (chinesisch 地獄, Pinyin Dìyù), „Erdgefängnis“.
- Difu (chinesisch 地府, Pinyin Dìfǔ), „Erd-Herrenhaus“.
- Huangquan (chinesisch 黃泉, Pinyin Huángquán), „Gelbe Quellen“, genannt yomi auf Japanisch.
- Yinjian (chinesisch 陰間, Pinyin Yīnjiān – „Yin-Dimension“), „Land des Schattens“.
- Yinfu (chinesisch 陰府, Pinyin Yīnfǔ), „Schatten-Herrenhaus“.
- Yinsi (chinesisch 陰司, Pinyin Yīnsī), „Schatten-Amt“.
- Senluo Dian (chinesisch 森羅殿, Pinyin Sēnluódiàn), „Gerichtshof von Senluo“.
- Yanluo Dian (chinesisch 閻羅殿, Pinyin Yánluódiàn), „Gerichtshof von Yanluo“.
- Jiuquan (chinesisch 九泉, Pinyin Jiǔquán), „Neun Quellen“.
- Chongquan (chinesisch 重泉, Pinyin Chóngquán), „Wiederkehrende Quelle“.
- Quanlu (chinesisch 泉路, Pinyin Quánlù), „Weg zur Quelle“.
- Youming (chinesisch 幽冥, Pinyin Yōumíng), „Ruhige Dunkelheit“.
- Yourang (chinesisch 幽壤, Pinyin Yōurǎng), „Ruhiges Land“.
- Huokang (chinesisch 火炕, Pinyin Huǒkàng), „Feuerofen“.
- Jiuyou (chinesisch 九幽, Pinyin Jiǔyōu), „Neun Gelassenheiten“.
- Jiuyuan (chinesisch 九原, Pinyin Jiǔyuán), „Neun Ursprünge“.
- Mingfu (chinesisch 冥府, Pinyin Míngfǔ), „Düsteres Herrenhaus“.
- Abi (chinesisch 阿鼻, Pinyin Ābí), „Avīci“, Unterwelt ununterbrochener Torture, letzte und tiefste der Acht Heiße Narakas.
- Zugen (chinesisch 足跟, Pinyin Zúgēn), „Ferse“.
- Fengdu Cheng (chinesisch 酆都城, Pinyin Fēngdū Chéng), Stadt der Geister Fengdu.

Weitere Begriffe im Zusammenhang mit der Unterwelt:
- Naihe Qiao (chinesisch 奈何橋, Pinyin Nàihé Qiáo), „Brücke der Hilflosigkeit“, eine Brücke, die jede Seele überqueren muss, bevor sie die Unterwelt betritt, geradeso wie der Styx in der griechischen Mythologie.
- Wang Xiang Tai (chinesisch 望鄉臺, Pinyin Wàng Xiāng Tái), „Heimschau-Pavillon“, ein Pavillon, den jede Seele passiert auf ihrer Reise in die Unterwelt. Von dort kann man seine Familien und Lieben in der Welt der Lebenden sehen.
- You Guo (chinesisch 油鍋, Pinyin Yóu Guō), „Ölkessel“, eine der Torturen in der Unterwelt.
- San Tu (chinesisch 三塗, Pinyin Sān Tú), die „Drei Torturen“: Feuer-Tortur (chinesisch 火塗, Pinyin Huǒ Tú), Klingen-Tortur (chinesisch 刀塗, Pinyin Dāo Tú), Blut-Tortur (chinesisch 血塗, Pinyin Xuě Tú – „Blutvergießen“).